# ويلسون إيرفاين
ويلسون إيرفاين (بالإنجليزية: Wilson Henry Irvine)‏ هو رسام أمريكي، ولد في 28 فبراير 1869 في بايرون في الولايات المتحدة، وتوفي في 25 أغسطس 1936 في أولد لايم في الولايات المتحدة.